# عديم الكيس غالاغري
عديم الكيس غالاغري (الاسم العلمي: Asaccus gallagheri)، يُعرف باسم برص غالاغر أو وزغة ورقية الأصابع غالاغر.
هو نوع من السحالي من فصيلة ورقيات الأصابع. إنهُ مستوطن في شبه الجزيرة العربية ويوجد في الإمارات العربية المتحدة وسلطنة عمان.
سُمي النوع على جامع الأنماط مايكل دي غالاغر.